# Wet van Drie
De Wet van Drie is een ‘wet’ in de wiccareligie. Deze regel stelt: alles wat je doet komt drievoudig terug. Dit lijkt volgens sommige wicca-aanhangers sterk op het oosterse karma, waar iemand ook oogst wat hij/zij zaait. Deze wet waarschuwt ervoor magie niet te gebruiken om iets of iemand te schaden.

## De Wet
De Wet uit het Vroeg-Nieuw-Engels is als volgt:
“Ever mind the Rule of Three. Three times what thou givest, returns to thee. This lesson well, thou must learn. Thou only getst what thou dost earn.” 
Vrij vertaald zou dit in het Nederlands zijn: 
“Denk immer aan de Wet van Drie. Wat gij geeft, krijgt gij terug maal drie. Vergeet deze les in geen geval. gij zult krijgen wat gij verdient.” Dit betekent dit dat, wanneer een heks aan zwarte magie doet, en slechte energie wegstuurt, hij/zij dit driemaal terug kan verwachten. Omgekeerd werkt het ook: wie iemand heelt of op andere wijze helpt (witte magie), zal dit ook driemaal terugkrijgen.